# Дефенсив энд
Дефенсив энд (англ. Defensive end и англ. D-End) (DE)  — позиция игрока в американском футболе, расположенная по краям линии защиты. Играет против внешней стороны тэклов, пытаясь обойти их снаружи. Реже играет шлем в шлем с тэклами, или даже между тэклом и гардом.

## Функции игрока
Отвечает за прорыв к квотербеку через линию схватки в случае паса, а также за недопуск бегущего с мячом шире тэклов в случае выносного розыгрыша. Игрок отвечает за сужение проходов между тэклами и гардами для предотвращения прохождения игроков с мячом внутри линии нападения. В некоторых комбинациях крайне редко могут выполнять пасовое прикрытие в зонах.

## Знаменитые Дефенсив энды
- Уотт, Джей Джей
- Пепперс, Джулиус
- Бэннет, Майкл